# Joanna Majdan (Schachspielerin)
Joanna Majdan (zeitweise Joanna Majdan-Gajewska, * 9. Juni 1988 in Koszalin) ist eine polnische Schachspielerin und Großmeister der Frauen (WGM) seit 2009.

## Schach

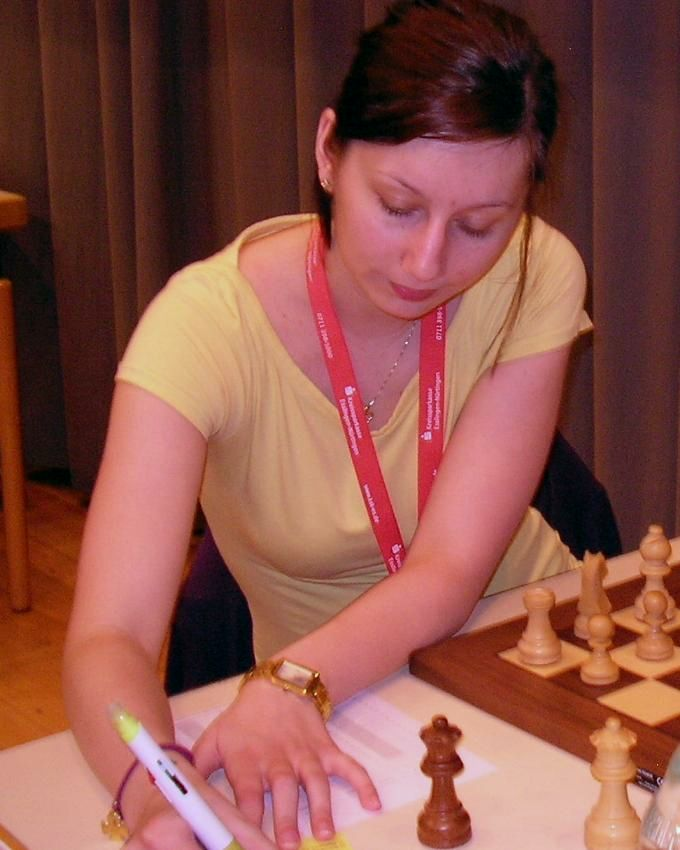
Joanna Majdan-Gajewska
2011 in Deizisau

Joanna Majdan gewann mehrmals Medaillen bei polnischen Mädchenmeisterschaften. Im Jahr 1998 gewann sie in Krynica-Zdrój eine Bronzemedaille in der Kategorie unter 10 Jahren. 2002 war es eine Goldmedaille bei den nationalen Meisterschaften unter 14 Jahren.
Ebenfalls 2002 belegte sie den vierten Platz bei der Jugendweltmeisterschaft U14 weiblich in Iraklio.
2004 wurde sie Zweite bei der Jugendweltmeisterschaft U16 weiblich. 2005 errang sie in Belfort den dritten Platz bei der Jugendweltmeisterschaft U18 weiblich.
Aufgrund dieses Erfolges verlieh ihr die FIDE den Titel einer Internationalen Meisterin der Frauen (WIM).
Im Jahr 2006 gewann sie die Goldmedaille bei der polnischen Jugendmeisterschaft U20 weiblich. 2008 war sie Erste bei der polnischen Meisterschaften U20 weiblich und holte Silber in der Einzelmeisterschaft der polnischen Frauen.
2009 wurde Majdan zur WGM ernannt. Die erforderlichen Normen erfüllte sie bei der polnischen Frauenmeisterschaft 2008 in Krakau und bei der Schacholympiade 2008 der Frauen in Dresden.

### Nationalmannschaft
Mit der polnischen Frauenmannschaft nahm Majdan an den Schacholympiaden 2006 in Turin, 2008 in Dresden und 2010 in Chanty-Mansijsk teil. In Dresden gewann sie eine Goldmedaille an Brett 4 mit 9,5 Punkten aus 11 Partien. Außerdem nahm sie an den Mannschaftsweltmeisterschaften der Frauen 2009 und 2017 und den Mannschaftseuropameisterschaften der Frauen 2009, 2011, 2013, 2015, 2017 und 2019 teil. 2009 in Novi Sad und 2015 in Reykjavík gewann sie die Einzelwertung der Reservespielerinnen, 2011 in Porto Carras wurde sie Vizemeisterin mit der Mannschaft, 2013 in Warschau erreichte sie mit der Mannschaft den dritten Platz.

### Vereine
In der polnischen Mannschaftsmeisterschaft spielte sie 2010 für AZS UMCS Lublin und erreichte das drittbeste Einzelergebnis am Frauenbrett, seit 2018 tritt sie für Wieża Pęgów an. In der deutschen Frauenbundesliga spielte sie von 2010 bis 2012 am Spitzenbrett des SV Chemie Guben, seit der Saison 2015/16 spielt sie für die Rodewischer Schachmiezen.

### Sonstiges

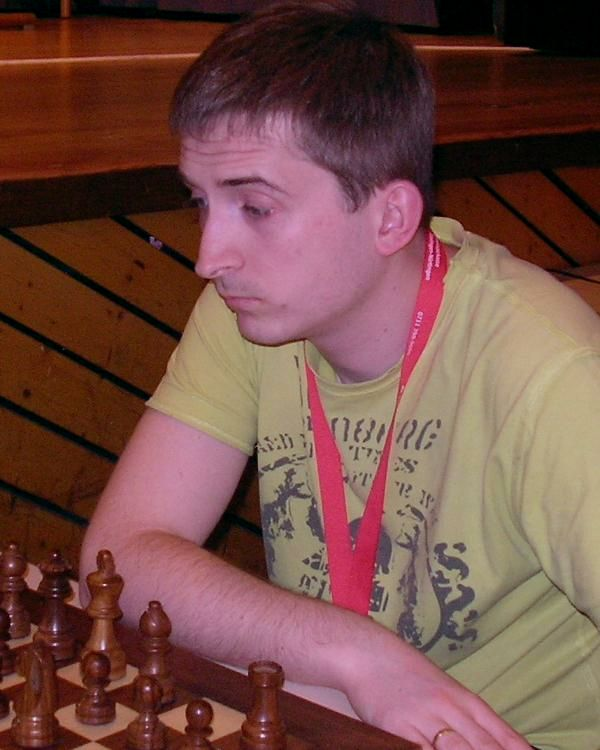
Grzegorz Gajewski
2011 in Deizisau

Im Sommer 2010 heiratete Joanna Majdan den polnischen Großmeister Grzegorz Gajewski.